# 赤間宿

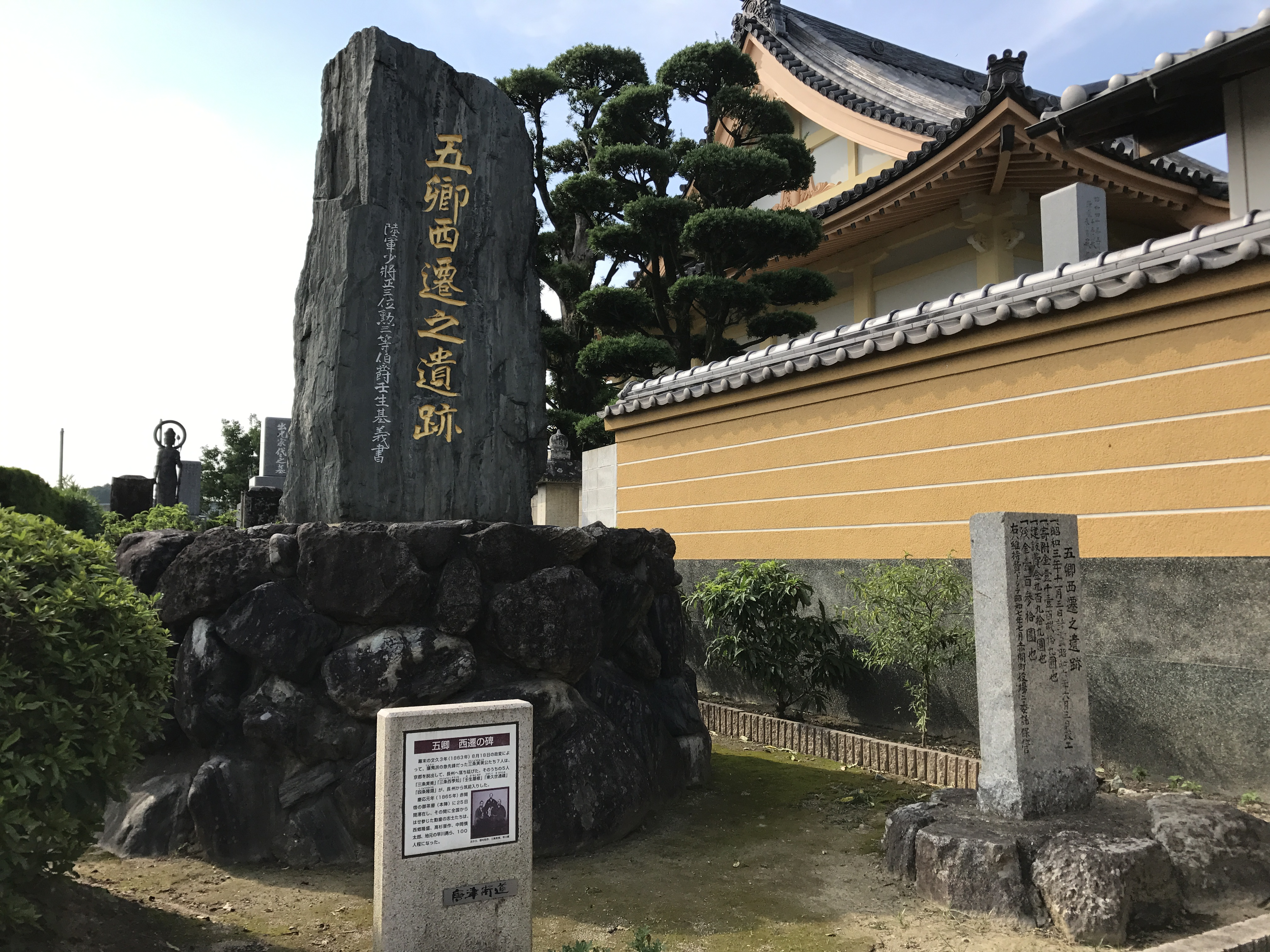
五卿西遷の碑

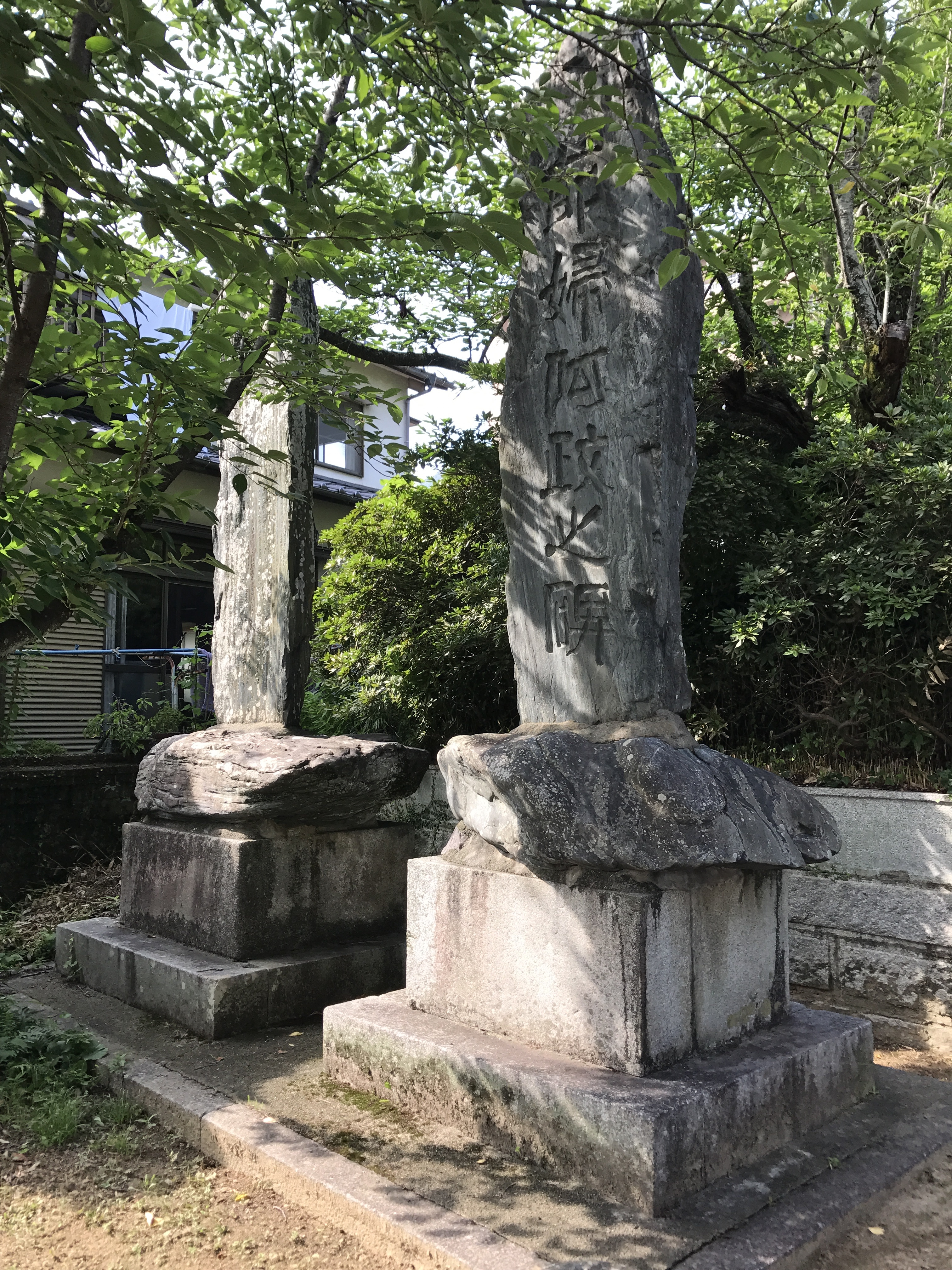
節婦阿政之碑

赤間宿（あかましゅく）は、唐津街道（小倉 - 唐津）の宿場のひとつ。

## 概要
現在の福岡県宗像市赤間にあった。宗祇や三条実美なども訪れている。

## 最寄り駅
- JR鹿児島本線 教育大前駅

## 史跡等
- 法然寺
- 節婦お政の碑
- 出光佐三生家